# Senča

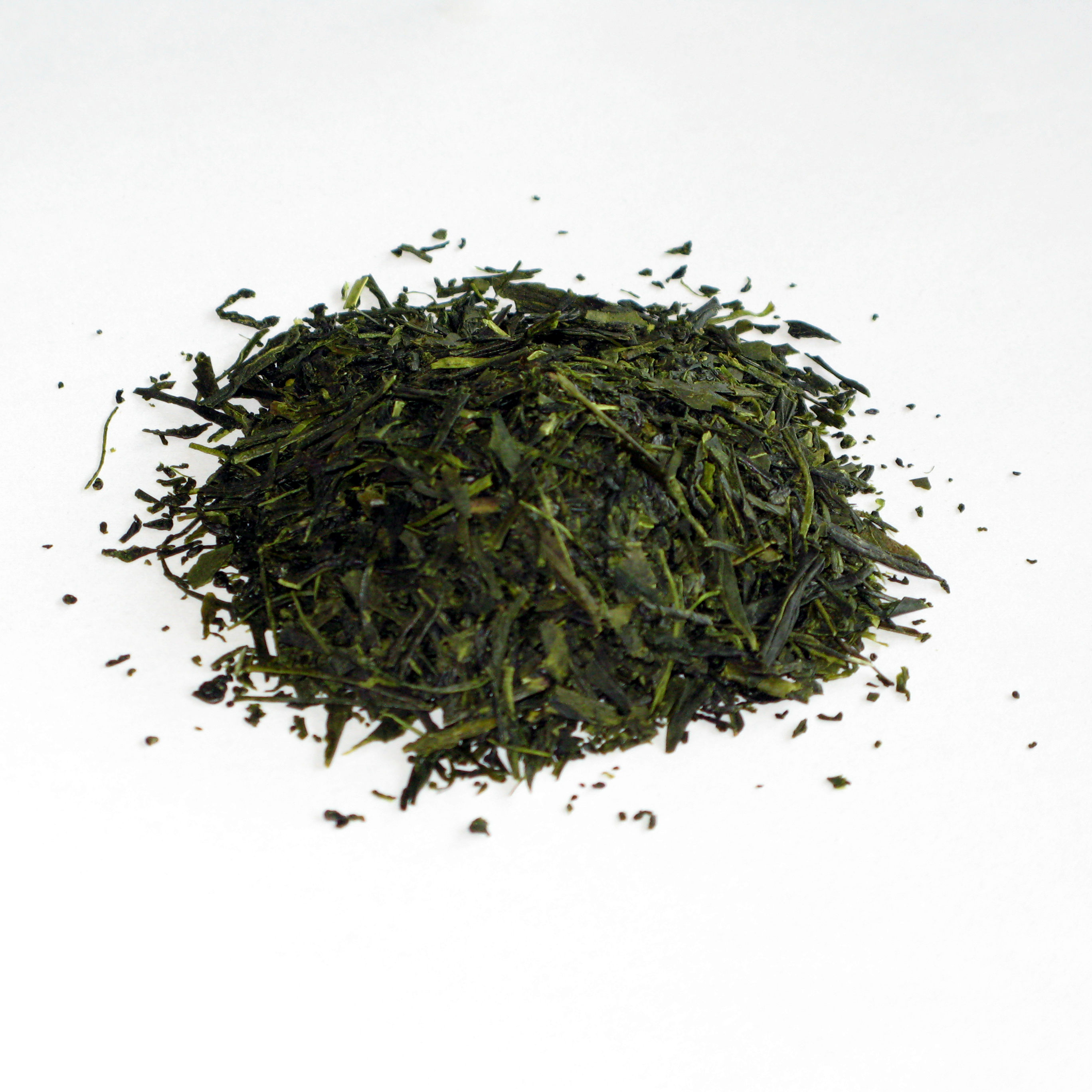
Senča

Senča (japonsky 煎茶, sencha, pražený čaj – ve smyslu přímého vystavení slunci) je zelený čaj, nejpopulárnější čaj v Japonsku (až 80 % veškeré nabídky). Má velmi silné aroma a chuť, může mít travnatou až rybí příchuť, a světle zelený nálev. Jde o tmavší list, který je strojově sbíraný, u vyšších tříd však ručně.
Jako u každého japonského čaje je oxidace zastavena propařováním.
Napařování:
1. typ fucu po dobu 20–30 sekund,
2. typ fukamuši po dobu 50–70 sekund.

Louhuje se ve vodě o teplotě 60–80 °C.